# Copa del Mundo de Ciclismo Femenina

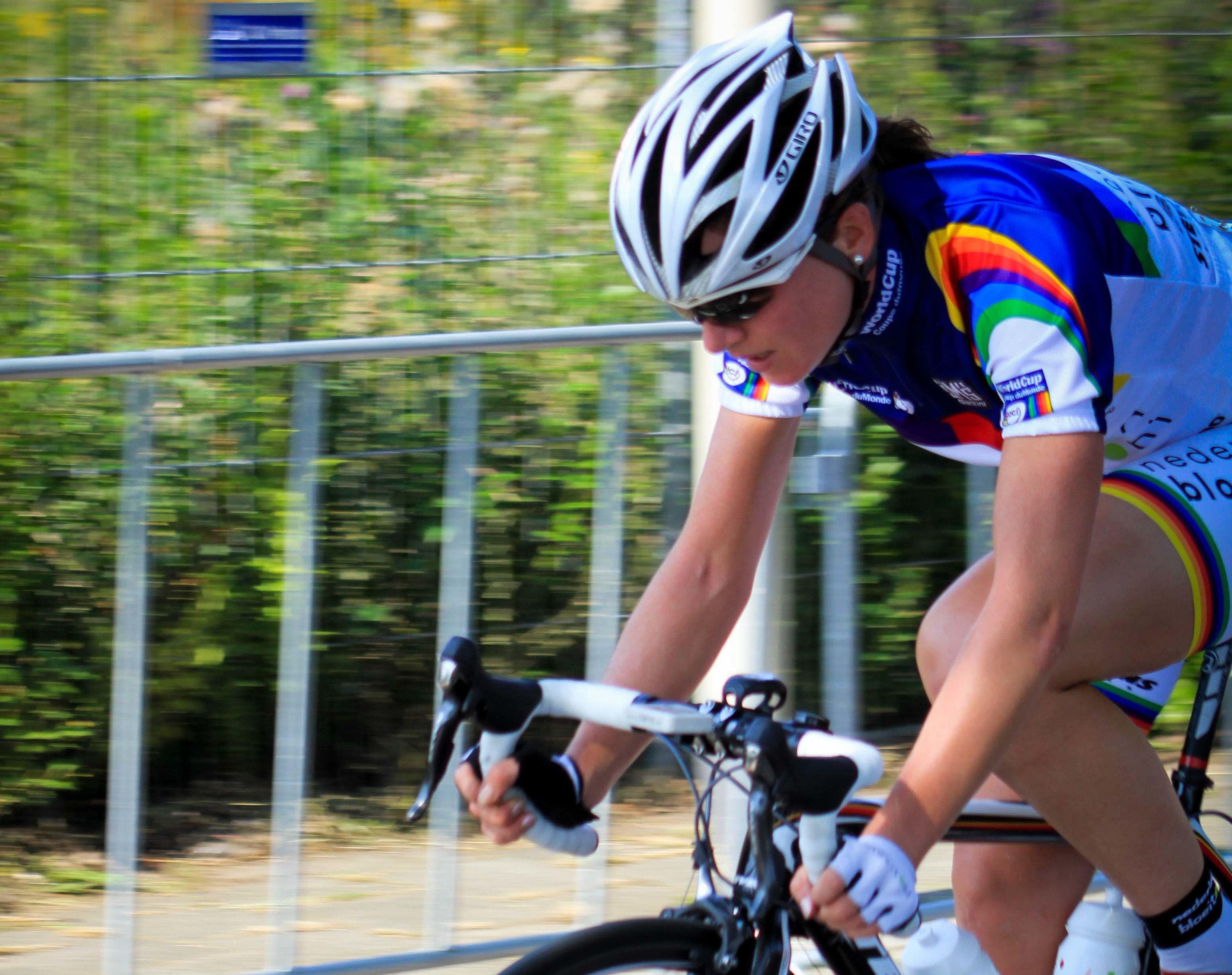
Annemiek van Vleuten.

La Copa del Mundo de Ciclismo femenina (oficialmente: Elite Women's World Cup) fue una competición de ciclismo en ruta creada por la UCI en 1998 con el fin de premiar a la ciclista en ruta que a lo largo del año obtuviese los mejores resultados varias de las pruebas de un día femeninas más importantes, a imitación de la antigua Copa del Mundo de Ciclismo masculina.
Los organizadores debían invitar a los 5 mejores países y a los 15 mejores equipos (desde 2013 aumentado a los 20 primeros de un "ranking ficiticio") aunque estos pueden declinar dicha invitación, con entre 6 y 4 por equipo. A diferencia de en el resto de carreras femeninas, las integradas en este circuito no pueden participar equipos amateurs.
A partir del 2016 fue sustituido por el UCI WorldTour Femenino.

## Carreras
Las carreras puntuables que formaron parte de la Copa del Mundo femenina en alguna ocasión son las siguientes:
| Carrera                                                                            | País           | Años                       | Total ediciones |
| ---------------------------------------------------------------------------------- | -------------- | -------------------------- | --------------- |
| Sydney World Cup/Canberra World Cup/Geelong World Cup                              | Australia      | 1998-2008                  | 11              |
| Liberty Classic                                                                    | Estados Unidos | 1998-2001                  | 4               |
| La Coupe du Monde Cycliste Féminine de Montréal                                    | Canadá         | 1998-2009                  | 12              |
| Trophée International de Saint-Amand-Montrond                                      | Francia        | 1998-1999, 2001            | 3               |
| Ladies Tour Beneden Maas                                                           | Países Bajos   | 1998-1999                  | 2               |
| Damen Weltcup G. P. Tell/UCI Weltcupfinale Embrach/Gran Premio de Suiza Femenino   | Suiza          | 1998-2002                  | 5               |
| Hamilton City World Cup / New Zealand World Cup                                    | Nueva Zelanda  | 1999, 2001-2002, 2006-2007 | 5               |
| Primavera Rosa                                                                     | Italia         | 1999-2005                  | 7               |
| Flecha Valona                                                                      | Bélgica        | 1999-2015                  | 17              |
| Rotterdam Tour                                                                     | Países Bajos   | 2000-2006                  | 7               |
| Gran Premio Castilla y León                                                        | España         | 2002-2006                  | 5               |
| Gran Premio de Plouay/Gran Premio de Plouay-Bretaña                                | Francia        | 2002-2015                  | 14              |
| Amstel Gold Race                                                                   | Países Bajos   | 2003                       | 1               |
| Vuelta a Núremberg                                                                 | Alemania       | 2003-2009                  | 7               |
| Tour de Flandes                                                                    | Bélgica        | 2004-2015                  | 12              |
| Grand Premio de Gales                                                              | Reino Unido    | 2005                       | 1               |
| Tour de Berna                                                                      | Suiza          | 2006-2009                  | 4               |
| Open de Suède Vargarda                                                             | Suecia         | 2006-2015                  | 10              |
| Open de Suède Vargarda TTT (Team Time Trial)                                       | Suecia         | 2008-2015                  | 8               |
| The Ladies Golden Hour                                                             | Dinamarca      | 2006                       | 1               |
| Tour de Drenthe/Univé Tour de Drenthe/Tour de Drenthe/Boels Rental Tour de Drenthe | Países Bajos   | 2007-2015                  | 9               |
| Trofeo Alfredo Binda-Comune di Cittiglio                                           | Italia         | 2008-2015                  | 8               |
| Tour de la Isla de Chongming Copa del Mundo                                        | China          | 2010-2015                  | 6               |
| Gran Premio Ciudad de Valladolid                                                   | España         | 2010-2011                  | 2               |
| Sparkassen Giro                                                                    | Alemania       | 2014-2015                  | 2               |
| Parx Casino Philly Cycling Classic                                                 | Estados Unidos | 2015                       | 1               |

## Palmarés

### Individual
| Año  | Ganadora             | Segunda                | Tercera             |
| ---- | -------------------- | ---------------------- | ------------------- |
| 1998 | Diana Žiliūtė        | Alessandra Cappellotto | Deirdre Demet-Barry |
| 1999 | Anna Wilson          | Hanka Kupfernagel      | Tracey Gaudry       |
| 2000 | Diana Žiliūtė        | Pia Sundstedt          | Mirjam Melchers     |
| 2001 | Anna Wilson          | Mirjam Melchers        | Susanne Ljungskog   |
| 2002 | Petra Rossner        | Mirjam Melchers        | Regina Schleicher   |
| 2003 | Nicole Cooke         | Regina Schleicher      | Mirjam Melchers     |
| 2004 | Oenone Wood          | Petra Rossner          | Angela Brodtka      |
| 2005 | Oenone Wood          | Susanne Ljungskog      | Mirjam Melchers     |
| 2006 | Nicole Cooke         | Ina Teutenberg         | Anette Beutler      |
| 2007 | Marianne Vos         | Nicole Cooke           | Ina Teutenberg      |
| 2008 | Judith Arndt         | Suzanne de Goede       | Marianne Vos        |
| 2009 | Marianne Vos         | Emma Johansson         | Kirsten Wild        |
| 2010 | Marianne Vos         | Emma Johansson         | Kirsten Wild        |
| 2011 | Annemiek van Vleuten | Marianne Vos           | Emma Johansson      |
| 2012 | Marianne Vos         | Judith Arndt           | Evelyn Stevens      |
| 2013 | Marianne Vos         | Emma Johansson         | Ellen van Dijk      |
| 2014 | Elizabeth Armitstead | Emma Johansson         | Marianne Vos        |
| 2015 | Elizabeth Armitstead | Anna van der Breggen   | Jolien D'Hoore      |

### Por equipos
| Año  | Ganador                       | Segundo                   | Tercero               |
| ---- | ----------------------------- | ------------------------- | --------------------- |
| 2006 | Univega                       | T-Mobile Women            | Buitenpoort-Flexpoint |
| 2007 | Raleigh Lifeforce Creation HB | DSB Bank                  | T-Mobile Women        |
| 2008 | Columbia Women                | Nürnberger Versicherung   | Menikini Selle Italia |
| 2009 | Cervélo Women                 | DSB Bank-Nederland Bloeit | Red Sun               |
| 2010 | Cervélo Women                 | HTC-Columbia Women        | Nederland Bloeit      |
| 2011 | Nederland Bloeit              | HTC-Highroad Women        | Garmin-Cervélo Women  |
| 2012 | Rabobank Women                | Orica-AIS                 | Specialized Lululemon |
| 2013 | Rabo Women                    | Orica-AIS                 | Specialized Lululemon |
| 2014 | Rabo Liv Women                | Boels Dolmans             | Specialized Lululemon |
| 2015 | Rabo Liv Women                | Wiggle Honda              | Boels Dolmans         |

## Sistema de puntuación
A cada una de las carreras se le aplicaba el siguiente sistema de puntuación:

### Individual
| Posición en la prueba | 1  | 2  | 3  | 4  | 5  | 6  | 7  | 8  | 9  | 10 | 11 | 12 | 13 | 14 | 15 | 16 | 17 | 18 | 19 | 20 |
| --------------------- | -- | -- | -- | -- | -- | -- | -- | -- | -- | -- | -- | -- | -- | -- | -- | -- | -- | -- | -- | -- |
| Puntos                | 75 | 50 | 35 | 30 | 27 | 24 | 21 | 18 | 15 | 11 | 10 | 9  | 8  | 7  | 6  | 5  | 4  | 3  | 2  | 1  |

### Por equipos
Esta clasificación fue la suma de las 4 mejores corredoras de cada equipo en la clasificación individual.